# Société italienne d’histoire militaire
La Société italienne d’histoire militaire (Società Italiana di Storia Militare, en abrégé SISM) est une association scientifique fondée par Raimondo Luraghi (it), son premier président.
Constituée à Rome le 14 décembre 1984, la SISM a pour objet la promotion des études d’histoire militaire, au travers de l’organisation et de la participation à des congrès, colloques, séminaires et autres manifestations culturelles ou scientifiques; la publication périodique d’études, analyses et bulletins d’information; la réalisation de recherches, de son initiative ou en association avec des associations ou des organismes publics ou privés; l’octroi de bourses d’études et de prix couronnant des thèses de doctorat; la réalisation ou le patronage de toute initiative en rapport avec l’objet social, y compris sur proposition de sujets extérieurs à l’association.

## Collaborations
La SISM est agréée par le Ministère italien de la Défense (Ministero della Difesa) et collabore avec la Commission italienne d’histoire militaire (Commissione Italiana di Storia Militare, en abrégé CISM) constituée par arrêté ministériel du 21 novembre 1986, avec le Centre interuniversitaire d’études et de recherches historico-militaires (Centro interuniversitario di studi e ricerche storico-militari, en abrégé CISRSM) constitué le 15 avril 1986 aux termes d’une convention entre les Universités de Turin, Padoue et Pise, et avec l’Association des Amis de la Bibliothèque Militaire Italienne constituée à Varallo Varallo Sesia le 20 septembre 2008. occasionnelle.
La SISM diffuse en Italie la Bibliographie internationale d’histoire militaire publiée par le Comité de bibliographie de la Commission internationale d'histoire militaire (CIHM).
La SISM a collaboré avec la CISM à l’organisation des 18e et 19e Congrès internationaux de la Commission Internationale d'Histoire Militaire, l’un et l’autre tenus à Turin en 1992 et en 2013.

## Présidents honoraires
- Pr Raimondo Luraghi (1992)
- Pr Mariano Gabriele (2010)

## Présidents de la SISM
- Pr Raimondo Luraghi (1985-1992)
- Gal Filippo Stefani (1992-1994)
- Pr Massimo Mazzetti (1995-1997)
- Pr Antonello Folco Maria Biagini (1997-1999)
- Gal Pierpaolo Meccariello (1999-2001)
- Pr Giuseppe Conti (2001-2004)
- Pr Virgilio Ilari (2004-2007)
- Gal Pierpaolo Meccariello (févriero – août 2008)
- Pr Mariano Gabriele (2008)
- Pr Virgilio Ilari (2010 – toujours en fonctions en 2013)

## Secrétaires généraux
- Michele Nones (1985-1990)
- Giuseppe Conti (1991-1997)
- Piero Crociani (1997)
- Ciro Paoletti (1997- 2004)
- Flavio Carbone (2004)
- Nicola Pignato (2004- 2008)
- Annamaria Isastia (2009 – toujours en fonctions en 2013)

## Publications

### Monographies
- L’enseignement de l’histoire militaire en Italie (L’insegnamento della storia militare in Italia), Actes du séminaire tenu à Rome le 4 décembre 1987, Rome, Compagnia dei Librai, 1989.
- L’Armée italienne, histoire d’hommes et d’armes (L’Esercito italiano, storia di uomini e di armi), , Roma, Editalia, 1988.
- Histoire militaire de l’Italie 1796-1975 (Storia militare d’Italia 1796-1975), Roma, Editalia, 1990.
- Италянски в Россий 1812. Les italiens dans la campagne de Russie en 1812 ("Gli italiani nella campagna di Russia del 1812). Actes du colloque tenu à Cassino et à Rome en octobre[1].

### En collaboration avec le CIRSM
- L’historiographie militaire italienne au cours des vingt dernières années (La storiografia militare italiana negli ultimi venti anni), Dir. Rochat e Piero Del Negro, Milano, Angeli, 1985.
- Bibliographie italienne d’histoire et d’études militaires 1960-1984 (Bibliografia italiana di storia e studi militari 1960-1984), Dir. Giorgio Rochat, Piero Del Negro et Filippo Frassati, Milano, F. Angeli, 1987.
- Guide d’histoire militaire italienne (Guida alla storia militare italiana"), Dir. Piero Del Negro, Edizioni Scientifiche Italiane, Napoli, 1997.
- Répertoire 2005 des chercheurs italiens en histoire militaire (Repertorio degli studiosi italiani di storia militare 2005), Dir. Luca Balestra et Nicola Labanca, Milano, Edizioni UNICOPLI, 2005.

### En collaboration avec le Ministero per i Beni culturali
- Les sources de l’histoire militaire italienne à l’époque actuelle. Actes du 3e séminaire, Rome 1-17 décembre 1988" (Le fonti per la storia militare italiana in età contemporanea.), (Dir. Alberto Maria Arpino, Antonello Folco Maria Biagini et Franco Grispo), Ministero per i beni culturali e ambientali – Ufficio centrale peri beni archivistici, Roma, 1993.

### En collaboration avec la CISM
- "Actes du IIème Congrès national d’histoire militaire, organisé à Rome au Centro alti studi per la difesa (CASD) les 28-30 octobre 1999, CISM, Roma, 2001.

### Cahiers (online)
- 1993, Roma, GEI Gruppo Editoriale Internazionale, 1994.  da Scribd
- 1994, Roma, GEI Gruppo Editoriale Internazionale, 1995.
- 1995, Roma, GEI Gruppo Editoriale Internazionale, 1997.
- 1996-1997 – Identité nationale-Forces Armées (Identità nazionale-Forze Armate). Actes du 4e Congrès de la SISM à Caserte (Dir. Fortunato Minniti), Edizioni Scientifiche Italiane, Napoli, 2001..
- 1999 (Dir. Fortunato Minniti), Edizioni Scientifiche Italiane, Napoli, 2001..
- 2000 – L’historiographie militaire en France et en Italie. Comparaison de deux expériences. (La storiografia militare in Francia e in Italia. Due esperienze a confronto.), (Dir. Fortunato Minniti), Edizioni Scientifiche Italiane, Napoli, 2001.
- 2001-2002 – Militaires italiens en Afrique (Militari italiani in Africa), (Dir. Nicola Labanca), Edizioni Scientifiche Italiane, Napoli, 2004.
- 2004-2005 – Tsushima 1905 – Jutland 1916. Actes du séminaire 2005 de la SISM consacré à l’histoire navale (Dir. Marco Gemignani).
- 2006 – Histoire de la guerre future (Storia della guerra futura). Actes du 1er congrès de Varallo de la SISM (Dir. Giovanni Cerino Badone).
- 2007-08 – Histoire de la guerre économique (Storia della guerra economica). Actes du 2e congrès de Varallo de la SISM (Dir. Catia Eliana Gentilucci).
- 2009 – La guerre de Cinquante neuf (La guerra del cinquantanove). Actes du Congrès national CISM-SISM consacré à la 2e guerre d’indépendance italienne'
- 2010 – L’Année de Teano (L’anno di Teano). Actes du Congrès consacré à l’histoire politico-militaire de 1860, tenu au Collège des hautes Etudes de Défense (Palazzo Salviati) nel novembre 2009
- 2011 – Les armes de Saint-Marc (Le Armi di San Marco). Actes du colloque consacré à l’histoire militaire de la Sérénissime, Venise-Padoue, septembre 2011
- 2012-2013 – Héritage américain. La SISM évoque la mémoire de Raimondo Luraghi. (American legacy. La SISM ricorda Raimondo Luraghi) .

## Note
1. ↑  Disponible en ligne à l’adresse